# Asafa Powell
Asafa Powell (Spanish Town, St. Catherine, 11. studenog 1982.), jamajčanski atletičar, između lipnja 2005. i svibnja 2008. vlasnik svjetskog rekorda na 100 metara (9,77 sekunde, 2005. i 9,74 sekunde, 2007.). 
Pred Olimpijske igre u Atini 2004. godine uspio je čak i pobijediti Maurice Greenea u par navrata, aktualnog olimpijskog prvaka iz Sidneja 2000. godine, te time ušao u uži izbor za zlatnu medalju u Ateni.
Na Olimpijskim igrama 2004. na 100 metara je u finalu zauzeo, za njega, "tek" 5. mjesto.
Iduće godine, 14. lipnja 2005., na atletskom mitingu u Ateni, postavio je, s rezultatom 9,77 sekundi, novi svjetski rekord na 100 m. Taj rezultat je iduće, 2006. godine, ponovio još dva puta. Postavio je novi svjetski rekord 9,74 u talijanskom Rietiju, 9. rujna 2007.
Dana 31. svibnja 2008. Powellov sunarodnjak Usain Bolt istrčao je u New Yorku 9,72 sekunde, čime je srušio Powellov svjetski rekord na 100 metara. 
Na Olimpijskim igrama 2008. bio je najveći favorit za osvajanje zlata na 100m uz Bolta, nakon diskvalifikacije Tysona Gaya u polufinalu. Ipak, u drugom Olimpijskom finalu na 100m poslije OI 2004. bio je peti čime je ponovio isti rezulat iz Atine 4 godine ranije. 
Sljedeće godine na Svjetskom prvnestvu u Berlinu osvojio je broncu stigavši na cilj treći, nakon Tysona Gaya i Usaina Bolta.
2012. godine na Olimpijskim igrama u Londonu Asafa Powell je osvario prolaz u svoje treće Olimpijsko finale na 100m,. I ovoga puta nije imao sreće, te je završio kao posljednji nakon povrede na 60. metru trke. To je bilo njegovo posljednje individualno finale na Olimpijskim igrama. Zbog povrede u trci na 100m, nije nastupio u jamajčanskoj štafeti 4x100m koja je oborila svjetski rekord.
Do tada je, uz Tysona Gaya, bio jedini najbrži čovjek na svijetu koji nikada nije osvajao neku olimpijsku medalju.
Ipak, 4 godine kasnije, na svojim posljednjim Olimpijskim igrama u Riju 2016. osvojio je zlato kao član jamajčanske štafete 4x100m.
Smatra ga se za čovjeka koji je prekinuo dominaciju Amerikanaca u svijetu sprinta, nakon svog prvog rekorda na 100 metara, 2005. godine.